# Liste der Baudenkmale in Klein Meckelsen
In der Liste der Baudenkmale in Klein Meckelsen sind alle Baudenkmale der niedersächsischen Gemeinde Klein Meckelsen aufgelistet. Die Quelle der  Baudenkmale ist der Denkmalatlas Niedersachsen. Der Stand der Liste ist der 9. Oktober 2020.

## Allgemein
In den Spalten befinden sich folgende Informationen:
- Lage: die Adresse des Baudenkmales und die geographischen Koordinaten. Kartenansicht, um Koordinaten zu setzen. In der Kartenansicht sind Baudenkmale ohne Koordinaten mit einem roten Marker dargestellt und können in der Karte gesetzt werden. Baudenkmale ohne Bild sind mit einem blauen Marker gekennzeichnet, Baudenkmale mit Bild mit einem grünen Marker.
- Bezeichnung: Bezeichnung des Baudenkmales
- Beschreibung: die Beschreibung des Baudenkmales. Unter § 3 Abs. 2 NDSchG werden Einzeldenkmale und unter § 3 Abs. 3 NDSchG Gruppen baulicher Anlagen und deren Bestandteile ausgewiesen.
- ID: die Objekt-ID des Baudenkmales
- Bild: ein Bild des Baudenkmales, ggf. zusätzlich mit einem Link zu weiteren Fotos des Baudenkmals im Medienarchiv Wikimedia Commons. Wenn man auf das Kamerasymbol klickt, können Fotos zu Baudenkmalen aus dieser Liste hochgeladen werden:

## Klein Meckelsen

### Einzelbaudenkmale
| Lage                                     | Bezeichnung              | Beschreibung                                                                                              | ID       | Bild |
| ---------------------------------------- | ------------------------ | --- | -------- | ---- |
| Klosterhörn 3 53° 18′ 14″ N, 9° 27′ 9″ O | Wohn-/Wirtschaftsgebäude | Zweiständer-Hallenhaus von 1809 in Fachwerk mit Krüppelwalmdach                                           | 31026923 |      |
| Klosterhörn 2 53° 18′ 11″ N, 9° 27′ 7″ O | Wohn-/Wirtschaftsgebäude | Zweiständer-Hallenhaus von 1857 mit Krüppelwalmdach und später angefügten Anbau unter einem Pultdach      | 31026902 |      |
| Dorfstraße 7 53° 18′ 5″ N, 9° 27′ 4″ O   | Wohn-/Wirtschaftsgebäude | Zweiständer-Hallenhaus vom 19. Jahrhundert mit reetgedeckten Krüppelwalmdach, als Häuslingshaus errichtet | 31026967 |      |

### Ehemaliges Baudenkmal
| Lage                                       | Bezeichnung              | Beschreibung | ID       | Bild |
| ------------------------------------------ | ------------------------ | --- | -------- | ---- |
| Klosterhörn 11 53° 18′ 14″ N, 9° 27′ 16″ O | Wohn-/Wirtschaftsgebäude | Das Zweiständer-Hallenhaus wurde Mitte des 19. Jahrhunderts errichtet und 2007 abgebrochen. Es wurde dann aus dem Denkmalverzeichnis gestrichen. | 31026944 | BW   |